# Жоли, Гийом
Гийом Жоли (фр. Guillaume Joli; род. 27 марта 1985, Лион) — французский гандболист, выступал за сборную Франции.

## Карьера
Клубная

Гийом Жоли заключил свой первый профессиональный контракт в 2002 году с клубом Вийёрбан. В 2004 году, Гийом Жоли перешёл в Шамбери. В течение 6 лет, Шамбери 4 раза завоёвывал второе место в чемпионате Франции, и 2 раза Шамбери играл в финале кубка Франции. В сезоне 2004/05 Гийом Жоли стал лучшим в списке бомбардиров чемпионата Франции с 164 голами. В 2010 году Гийом Жоли переходит в Испанский клуб Вальядолид, где в сезоне 2011/12 становиться шестым в списке лучших бомбардиров. В 2012 году Гийом Жоли возвращается во Францию и переходит в клуб Дюнкерк В первом же сезоне, Дюнкерк занимает в чемпионате Франции второе место, и побеждает в кубке Французской лиги. В сезоне 2013/14 Дюнкерк становится чемпионом Франции. В 2014 году Гийом Жоли переходит в немецкий клуб Ветцлар. В 2016 году Гийом Жоли перешёл в французский клуб Дюнкерк
В сборной

Гийом Жоли выступает за сборную Франции. За сборную Франции по гандболу среди мужчин Гийом Жоли сыграл 118 матча и забил 346 гола

## Титулы
Командные

- Чемпион Франции: 2014
- Обладатель кубка Французской лиги: 2013
- Чемпион летних олимпийских игр: 2012
- Чемпион Мира: 2009, 2011, 2015
- Чемпион Европы: 2010, 2014

Личные

- Лучший бомбардир чемпионата Франции: 2005

## Статистика[5]
Статистика Гийома Жоли в сезоне 2017/18 указана на 1.6.2018
| Сезон                              | Клуб       | Лига           | Матчи | Голы | 7-метр | Голы |
| ---------------------------------- | ---------- | -------------- | ----- | ---- | ------ | ---- |
| 2004/05                            | Шамбери    | LNH division 1 | 26    | 164  | 71     | 93   |
| 2005/06                            | Шамбери    | LNH division 1 | 23    | 105  | 47     | 58   |
| 2006/07                            | Шамбери    | LNH division 1 | 23    | 108  | 43     | 65   |
| 2007/08                            | Шамбери    | LNH division 1 | 26    | 89   | 33     | 56   |
| 2008/09                            | Шамбери    | LNH division 1 | 18    | 86   | 48     | 38   |
| 2009/10                            | Шамбери    | LNH division 1 | 16    | 61   | 24     | 37   |
| 2011/12                            | Вальядолид | ASOBAL         |       | 141  |        |      |
| 2012/13                            | Дюнкерк    | LNH division 1 | 25    | 61   | 39     | 22   |
| 2013/14                            | Дюнкерк    | LNH division 1 | 23    | 69   | 42     | 27   |
| 2014/15                            | Ветцлар    | Бундеслига     | 35    | 123  | 80     | 43   |
| 2015/16                            | Ветцлар    | Бундеслига     | 21    | 36   | 12     | 24   |
| 2016/17                            | Дюнкерк    | LNH division 1 | 18    | 35   | 25     | 10   |
| 2017/18                            | Дюнкерк    | LNH division 1 | 21    | 24   | 8      | 16   |
| 2004—2010 2012-2014 , 2016-по н.в. | Итого      | LNH division 1 | 219   | 802  | 380    | 422  |
| 2014 — по н.в.                     | Итого      | Бундеслига     | 56    | 159  | 92     | 67   |